# Achias australis
Achias australis är en tvåvingeart som beskrevs av Malloch 1939. Achias australis ingår i släktet Achias och familjen bredmunsflugor. Inga underarter finns listade i Catalogue of Life.